# Metromenus meticulosus
Metromenus meticulosus är en skalbaggsart som först beskrevs av Blackburn 1877.  Metromenus meticulosus ingår i släktet Metromenus och familjen jordlöpare. Inga underarter finns listade i Catalogue of Life.